# Ratolí marsupial cuanegre
El ratolí marsupial cuanegre (Murexia melanurus) és una espècie de marsupial de la família dels dasiúrids. Viu a Indonèsia i Papua Nova Guinea. El seu hàbitat natural són els boscos secs tropicals o subtropicals.